# 스페이스프로
주식회사 스페이스프로(SPACEPRO)는 대한민국의 신소재 전문 회사이다.

## 역사
1977년에 설립했으며, 1978년에 방위산업체로 지정되었다. 1980년에 유리섬유 생산 융용로를 개발했으며, 2006년에 경상남도 함양에 파이프 공장을 준공했다. 2009년에 CNG 저상버스이자 최초의 상용차인 한국화이바 프리머스를 출시했다.
본사는 경상남도 밀양시 부북면 용지리에 있으며, 지사는 서울특별시에 있다. 공장은 경기도 의왕시, 경상남도 밀양시, 함양군, 부산광역시 등에 있다. 프리머스는 밀양시의 임시 생산라인에서 생산했으며, 2013년 말에 차량 생산 라인을 경상남도 함양군 수동면 우명리로 이전했다. 따라서 프리머스의 후속인 화이버드는 함양 우명리 공장에서 생산했다.
2015년 7월에 차량 사업부를 중국의 기업인 타이치 그룹에 매각했으며, 이에 따라 타이치 그린 모터스(TGM)가 설립됐다. 그러나 타이치 그룹이 다시 TGM을 매물로 내놓았으며, 대한민국 기업인 이이에스가 TGM을 인수하여 에디슨모터스로 사명이 변경되었고, 2023년에 KG그룹에 인수되면서 현재의 KGM커머셜이 됐다. 2024년에 스페이스프로로 사명이 변경되었다.

## 생산공장
- 스페이스프로 본사 (SPACEPRO, 경상남도 밀양시 부북면 용지리)
- 스페이스프로 제2공장 (SPACEPRO, 경상남도 밀양시 상남면 연금리)
- 스페이스프로 파이프공장 (경상남도 함양군 수동면 원평리)

## 과거 생산차종
도시형 버스
- 한국화이바 화이버드 초저상버스
- 한국화이바 프리머스 초저상버스